# 三张茂站
三张茂站是一个京沪线上的铁路车站，位于江苏省铜山区柳泉乡，建于1942年，目前为四等站，邮政编码为221136。目前客运：办理旅客乘降；不办理行李、包裹托运；不办理货运营业。